# 박예찬
박예찬(2001년 1월 16일 ~ )은 대한민국의 축구 선수로, 포지션은 공격수이다.

## 축구인 경력
박예찬은 대전 하나 시티즌의 산하 유소년 팀인 충남기계공업고등학교 출신으로, K리그2 2020 시즌을 앞두고 대전 하나 시티즌과 계약을 체결하여 프로에 직행하였다.